# Список руководителей симбирско-ульяновского региона

## КрепостьСинбирск(1648—1649)

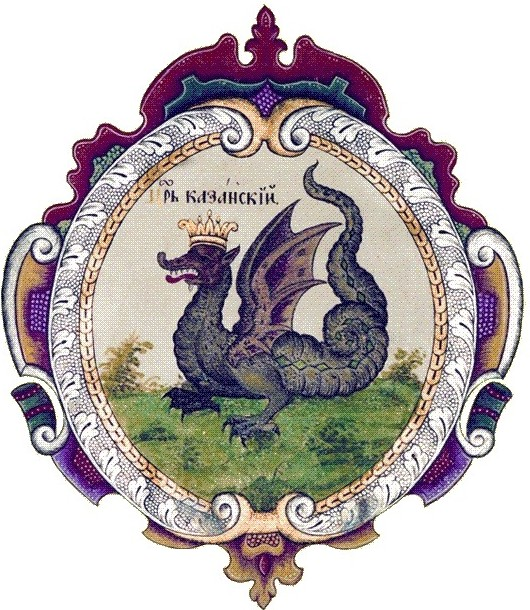

| Сроки управления | Имя                      | Должность | Годы жизни           |
| ---------------- | ------------------------ | --------- | -------------------- |
| 1648             | Богдан Матвеевич Хитрово | воевода   | 1615 — 27 марта 1680 |

## Синбирский уездПриказа Казанского дворца(1649—1708)

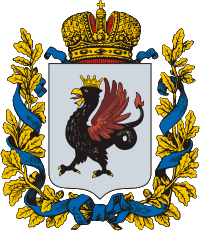

| Сроки управления    | Имя                                 | Должность | Годы жизни / Примечания          |
| ------------------- | ----------------------------------- | --------- | -------------------------------- |
| 1648—1650           | Иван Богданович Камынин             | воевода   | ? — 1682                         |
| 1650—1652           | Семён Никитич Болховский            | воевода   |                                  |
| 1652—1657           | Пётр Андреевич Измайлов             | воевода   |                                  |
| 1658—1661           | Михаил Андреевич Кольцов-Мосальский | воевода   |                                  |
| 1662—1663           | Фёдор Алексеевич Долгоруков         | воевода   | ? — 1690                         |
| 5.03.1665—7.02.1670 | Иван Иванович Дашков                | воевода   |                                  |
| 1670—1670           | Михаил Львович Плещеев              | воевода   |                                  |
| 1670—1670           | Иван Богданович Милославский        | воевода   | ? — 1681                         |
| 1671—1672           | Пётр Васильевич Шереметьев          | воевода   | ? — 27 апреля 1690               |
| 1672—1673           | Пётр Иванович Хованский             | воевода   |                                  |
| 1673—1675           | Алексей Петрович Головин            | воевода   | 25 апреля 1618 — 10 февраля 1690 |
| 1676—1676           | Фёдор Богданович Долгоруков         | воевода   | /1640/ — 1706                    |
| 1678                | Нестеров Семён Михайлович           |           |                                  |
| 1681—1682           | Яков Фёдорович Долгоруков           | воевода   | 1639 — 8 ноября 1720             |
| 1682—1683           | Михаил Григорьевич Козловский       | воевода   |                                  |
| 1683—1685           | Григорий Афанасьевич Козловский     | воевода   | 1646 — 1701                      |
| 1685—1688           | Матвей Алексеевич Головин           | воевода   |                                  |
| 1688—1689           | Василий Фёдорович Жирово-Засекин    | воевода   |                                  |
| 1690—1693           | Иван Осипович Щербатов              | воевода   | 10 августа 1648 — 14 января 1727 |
| 1693—1696           | Иван Семёнович Ларионов             | воевода   |                                  |
| 1696—1697           | Андрей Петрович Измайлов            | воевода   | ? — 1714                         |
| 1697—1699           | Степан Афанасьевич Собакин          | воевода   |                                  |
| 1700—2.1701         | Алексей Матвеевич Кравков           | воевода   |                                  |
| 1701—1702           | Алексей Семёнович Крюков            | воевода   |                                  |
| 1702—1705           | Пётр Михайлович Бестужев-Рюмин      | воевода   | 28 июля 1664—1743                |
| 1706—1708           | Фёдор Михайлович Есипов             | воевода   |                                  |

## Синбирский уездКазанской губернии(1708—1717)

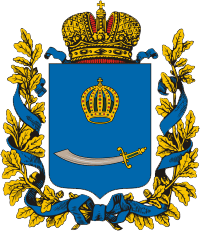

| Сроки управления | Имя                           | Должность      | Годы жизни    |
| ---------------- | ----------------------------- | -------------- | ------------- |
| 1708—1709        | Семён Константинович Дмитриев | воевода        |               |
| 1709—1712        | Иван Ефремович Бахметьев      | обер-комендант | /1648/ — 1729 |

## Синбирская провинцияАстраханской губернии (1718—1728)
| Сроки управления | Имя                           | Должность | Годы жизни    |
| ---------------- | ----------------------------- | --------- | ------------- |
| 1719—1719        | Иван Васильевич Кикин         | воевода   | /1660/ — 1723 |
| 1719—1723        | Александр Алексеевич Нестеров | комендант |               |
| 1723—1729        | Фёдор Фёдорович Хрущев        | воевода   |               |

## Синбирская провинция Казанской губернии (1728—1780)

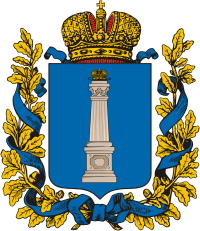

| Сроки управления    | Имя                             | Должность | Примечания / Годы жизни            |
| ------------------- | ------------------------------- | --------- | ---------------------------------- |
| 1729—1729           | Толстой Борис Иванович          | воевода   |                                    |
| 1729—1731           | Афанасий Алексеевич Бекетов     | воевода   | /1690/ — 1771                      |
| 1731—1732           | Иван Васильевич Новиков         | воевода   |                                    |
| 1733—1738           | Иван Иванович Немков            | воевода   |                                    |
| 1740— 1741          | Григорий Григорьевич Волконский | воевода   |                                    |
| 1742—1746           | Пётр Алексеевич Соковнин        | воевода   | /15 декабря 1679/ — 20 ноября 1756 |
| 23 января 1751—1752 | Афанасий Алексеевич Бекетов     | воевода   | /1690/ — 1771                      |
| 1752—17**           | А. А. Ходырев                   | воевода   |                                    |
| 1773 — ноябрь 1773* | Чернышёв, Пётр Матвеевич        | комендант | 1730 — ноябрь 1773; * (в 1766)     |
| 1774                | Андрей Петрович Рычков          | воевода   | Убит «пугачёвцами» под Карсуном    |

## Симбирское наместничество(1780—1796)
В 1780 Синбирск переименован в Симбирск. Наместничеством одновременно управляли губернатор (наместник) и генерал-губернатор.
Губернаторы (Наместники):
| Сроки управления | Имя                         | Годы жизни |
| ---------------- | --------------------------- | ---------- |
| 1780—1789        | Пётр Михайлович Баратаев    | 1734—1789  |
| 1790—1796        | Александр Дмитриевич Карпов |            |

Генерал-губернаторы:
| Сроки управления | Имя                                      | Годы жизни                     |
| ---------------- | ---------------------------------------- | ------------------------------ |
| 1780—1781        | Платон Степанович Мещерский              | 1713—1799                      |
| 1781—1782        | Иван Варфоломеевич Якоби                 | 1726—1803                      |
| 1782—1784        | Аким Иванович Апухтин                    | 1723 — 26 июня 1798            |
| 1784—1792        | Иосиф Андреевич (Отто Генрих) Игельстром | 7 мая 1737—18 февраля 1817     |
| 1792—1793        | Пеутлинг, Александр Александрович        | 1739 — 1795                    |
| 1793—1794        | Дерфельден Отто Вильгельм Христофорович  | 1735 — 9 (21) сентября 1819    |
| 1794—1796        | Сергей Кузьмич Вязмитинов (и. д.)        | 7 октября 1744—15 октября 1819 |

## Симбирская губернияРоссийской империи(1796—1917)
Управлялась губернаторами за исключением периода с августа 1825 по декабрь 1828. В этот период кроме губернатора регионом управлял и генерал-губернатор Алексей Николаевич Бахметев (годы жизни 1774—15 сентября 1841).

Губернаторы:
| Сроки управления      | Имя                                 | Примечания / Годы жизни                                                                                     |
| --------------------- | ----------------------------------- | --- |
| 12.12.1796—1798       | Александр Дмитриевич Карпов         | |
| 1798—1800             | Александр Васильевич Толстой        | |
| 1800—1801             | Матвей Ильич Кромин                 | Снят с должности                                                                                            |
| 1801—1803             | Василий Михайлович Сушков           | |
| 1803—1808             | Хованский Сергей Николаевич         | |
| 1809—1812             | Иван Иванович Нечаев                | |
| 1812—1814             | Алексей Алексеевич Долгоруков       | 14 мая 1767—11 августа 1834                                                                                 |
| 1814—1817             | Николай Порфирьевич Дубенский       | |
| 1817—1819             | Михаил Леонтьевич Магницкий         | 23 апреля 1778—21 октября 1844                                                                              |
| 1819—1821             | Умянцов Андрей Петрович             | Скончался после болезни, состоя на службе, 7 (19) мая 1821 года, в Симбирске.                               |
| 1821—1826             | Андрей Фёдорович Лукьянович         | |
| 1826—1831             | Александр Яковлевич Жмакин          | 1780—1850                                                                                                   |
| 1831—1835             | Александр Михайлович Загряжский     | В 1833 г. у него останавливался Пушкин А.С., дальний родственник                                            |
| 1835—1836             | Иван Степанович Жиркевич            | 1789—1848                                                                                                   |
| 1836—1838             | Иван Петрович Хомутов               | |
| 27.02.1838—7.05.1840  | Николай Иванович Комаров            | 1796—25 мая 1853                                                                                            |
| 1840—1844             | Авксентий Павлович Гевлич           | |
| 1844—1849             | Николай Михайлович Булдаков         | |
| 1849—1852             | Пётр Дмитриевич Черкасский          | 22 февраля 1799—3 декабря 1852. Скончался, состоя на службе, 3 декабря 1852 г. Погребён в Санкт-Петербурге. |
| 1852—1857             | Николай Петрович Бибиков            | |
| 1858—1861             | Егор Николаевич Извеков             | |
| 1861—1865             | Михаил Иванович Анисимов            | |
| 1865—1866             | Иван Осипович Велио                 | 6 января 1830—30 января 1899                                                                                |
| 1866—1868             | Владимир Владимирович Орлов-Давыдов | |
| 1869—1869             | Александр Фёдорович Гойнинген-Гюне  | |
| 1869—1873             | Дмитрий Павлович Еремеев            | |
| 1873—1886             | Николай Павлович Долгово-Сабуров    | |
| 1887—1893             | Михаил Николаевич Теренин           | |
| 1893—1902             | Владимир Николаевич Акинфов         | |
| 1902—1904             | Сергей Дмитриевич Ржевский          | |
| 25.10.1904—13.07.1906 | Лев Владимирович Яшвиль             | Снят с должности                                                                                            |
| 19.07.1906—23.09.1906 | Константин Сократович Старынкевич   | Убит террористами                                                                                           |
| 1906—1911             | Дмитрий Николаевич Дубасов          | Скончался в г. Симбирске 22 января 1911 г. состоя на службе.                                                |
| 1911—1916             | Александр Степанович Ключарёв       | |
| 1916—6 марта 1917     | Михаил Алексеевич Черкасский        | |

## Симбирская губернияРоссийской республики(6 марта — 10 декабря 1917)
Между революциями регионом управлял губернский комиссар Фёдор Александрович Головинский с 6 марта 1917 по 10 декабря 1917.

## Симбирская губернияРСФСРСССР(10 декабря 1917 — 9 мая 1924)
В период с 1917 по 1991 гг. руководили краем первые секретари губкома ВКП(б) (позднее обкома КПСС) и председатели губисполкома, позднее облисполкома.

| Сроки управления | Первые секретарь губкома ВКП(б) | Примечание                                                         | Сроки управления | Председатели губисполкома       | Примечание |
| ---------------- | ------------------------------- | ------------------------------------------------------------------ | ---------------- | ------------------------------- | ---------- |
| 1917—1918        | Крымов Михаил Дмитриевич        |                                                                    | 1917—1918        | Ксандров Владимир Николаевич    |            |
| 1918—1920        | Варейкис Иосиф Михайлович       |                                                                    | 1918—1921        | Гимов Михаил Андреевич          |            |
| 1920—1921        | Каучуковский Григорий Данилович |                                                                    | 1921             | Самохвалов Александр Степанович |            |
| 1921             | Стэн Ян Эрнестович              |                                                                    | 1921—1923        | Рейн Рихард Петрович            |            |
| 1921             | Беляев Пётр Васильевич          |                                                                    | 1923—1924        | Теплов Николай Павлович         |            |
| 1921—1922        | Мещеряков Владимир Николаевич   |                                                                    |                  |                                 |            |
| 1922—9.05.1924   | Попов Аркадий Васильевич        | 9.05.1924 Симбирская губерния переименована в Ульяновскую губернию |                  |                                 |            |

## Ульяновская губернияРСФСРСССР (9 мая 1924 — 14 мая 1928)
9 мая 1924 года Симбирск переименован в Ульяновск, а Симбирская губерния переименована в Ульяновскую губернию.
| Сроки управления   | Первые секретари губкома ВКП(б) | Примечание | Сроки управления | Председатели губисполкома      | Примечание |
| ------------------ | ------------------------------- | ---------- | ---------------- | ------------------------------ | ---------- |
| 9.05.1924—1925     | Попов Аркадий Васильевич        |            | 1924—1925        | Хахарев Константин Григорьевич |            |
| июль-сентябрь 1925 | Ермолаев Дмитрий Алексеевич     |            |                  |                                |            |
| 1925—14.05.1928    | Верстонов Фёдор Иванович        |            | 1925—14.05.1928  | Рыбочкин Иван Фёдорович        |            |

## Ульяновский округСредне-Волжской области(14 мая 1928 — 20 октября 1929)
14 мая 1928 года Ульяновская губерния была преобразована в Ульяновский округ Средне-Волжской области. В состав округа вошли 15 районов. Средне-Волжского края (20 октября 1929 — 27 января 1935). 28 июля 1930 года Ульяновский округ был упразднён, а 15 районов округа вошли в прямое подчинение руководству Средне-Волжского края / Куйбышевского края (27 января 1935 — 5 декабря 1936) / Куйбышевской области (5 декабря 1936 — 19 января 1943).
| Сроки управления | Первый секретарь окружкома ВКП (б) | Примечание | Сроки управления | Председатели окрисполкома   | Примечание                                             |
| ---------------- | ---------------------------------- | ---------- | ---------------- | --------------------------- | ------------------------------------------------------ |
| 7.1928 — 7.1930  | Милх Лев Романович                 |            | 7.1928 — 3.1930  | Прокофьев Борис Григорьевич |                                                        |
|                  |                                    |            | 3.1930 — 7.1930  | Батраков Иван Иванович      | пред. Инзенского РИК, Средне-Волжский край 10.30-08.31 |

## Ульяновская областьРСФСР СССР (19 января 1943 — 25 декабря 1991)
19 января 1943 года Указом ПВС СССР из районов Куйбышевской области и Пензенской области 
была образована Ульяновская область. В состав области вошло 26 районов, затем, были ликвидированы ряд районов, а в 1989 году, с образованием Базарно-Сызганского района, в области стало — 20 районов.

| Сроки управления | Первые секретари обкома            | Примечания           | Сроки управления | Председатели облисполкома            | Примечания                                          |
| ---------------- | ---------------------------------- | -------------------- | ---------------- | ------------------------------------ | --------------------------------------------------- |
| 1943—1949        | Терентьев Иван Николаевич          |                      | 1943             | Киселёв Кузьма Венедиктович          |                                                     |
| 1949—1952        | Бочкарёв Александр Панкратьевич    |                      | 1943—1945        | Евсеев Евгений Александрович         |                                                     |
| 1952—1958        | Скулков Игорь Петрович             |                      | 1945—1947        | Семикин Николай Васильевич           |                                                     |
| 1958—1961        | Яковлев Иван Дмитриевич            |                      | 1947—1948        | Флорентьев Леонид Яковлевич          |                                                     |
| 1961—1977        | Скочилов Анатолий Андрианович      |                      | 1949—1952        | Чернышёв Михаил Александрович        |                                                     |
| 1963—1964        | Васильев Владимир Петрович (пром.) |                      | 1952—1953        | Баранов Алексей Алексеевич           |                                                     |
| 1977—1983        | Кузнецов Иван Максимович           |                      | 1953—1954        | Алфёров Павел Никитович              | назначен первым секретарём Ярославского обкома КПСС |
| 1983—1986        | Колбин Геннадий Васильевич         |                      | 1957—1959        | Власов Константин Васильевич         | председатель Ульяновского совнархоза                |
| 1987—1990        | Самсонов Юрий Григорьевич          |                      | 1959—1961        | Серёгин Иван Михайлович              |                                                     |
| 1990—1991        | Горячев Юрий Фролович              |                      | 1961—1963        | Васильев Владимир Петрович           | назначен первым секретарём обкома КПСС              |
| 1991             | Баландин Евгений Степанович        | должность упразднена | 1963—1964        | Праведнов Виктор Фёдорович (промыш.) |                                                     |
|                  |                                    |                      | 1963—1964        | Кохов Николай Иванович (сельский)    |                                                     |
|                  |                                    |                      | 1964—1978        | Васильев Владимир Петрович           |                                                     |
|                  |                                    |                      | 1978—1982        | Кузьмичёв Владимир Семёнович         |                                                     |
|                  |                                    |                      | 1982—1987        | Большов Александр Михайлович         |                                                     |
|                  |                                    |                      | 1987—1990        | Горячев Юрий Фролович                | избрался первым секретарём обкома КПСС              |
|                  |                                    |                      | 1990—1992        | Казаров Олег Владимирович            |                                                     |

## Ульяновская областьРоссийской Федерации(25 декабря 1991 — по настоящее время)
После развала СССР до 1992 года председателем Областного Исполнительного комитета оставался Олег Владимирович Казаров, а председателем Областного Совета народных депутатов — Юрий Фролович Горячев.
В 1992 году введена должность главы администрации области (с 2005 года — губернатор)
Основная статья: Губернатор Ульяновской области
| Сроки управления                   | Имя                          | Должность                                      | Примечания |
| ---------------------------------- | ---------------------------- | ---------------------------------------------- | --- |
| 9 январь 1992 — 19 января 2001     | Юрий Фролович Горячев        | глава администрации                            | 9.01.1992 г. назначен Указом Президента РСФСР. На выборах 22.12.1996 г. избран на второй срок с результатом 42,48 %.                                                                        |
| 19 января 2001 — 15 ноября 2004    | Владимир Анатольевич Шаманов | глава администрации                            | 13.11. 2004 г. был назначен помощником Председателя Правительства РФ, после чего сложил с себя полномочия главы администрации и снял свою кандидатуру на выборах, назначенных на 5 декабря. |
| 22 ноября 2004 — 14 января 2005    | Мария Григорьевна Большакова | и. о. главы администрации                      | |
| 14 января 2005 — по 8.апреля 2021  | Сергей Иванович Морозов      | губернатор, председатель правительства области | С 15 мая 2006 года по ноябрь 2016 год совмещал должность Председателя правительства Ульяновской области.                                                                                    |
| 8 апреля 2021 — по настоящее время | Русских, Алексей Юрьевич     | ВРИО с 8.04. по 4.10.2021                      | с 4.10. 2021 вступил в должность Губернатора Ульяновской области. |